# El Floridita

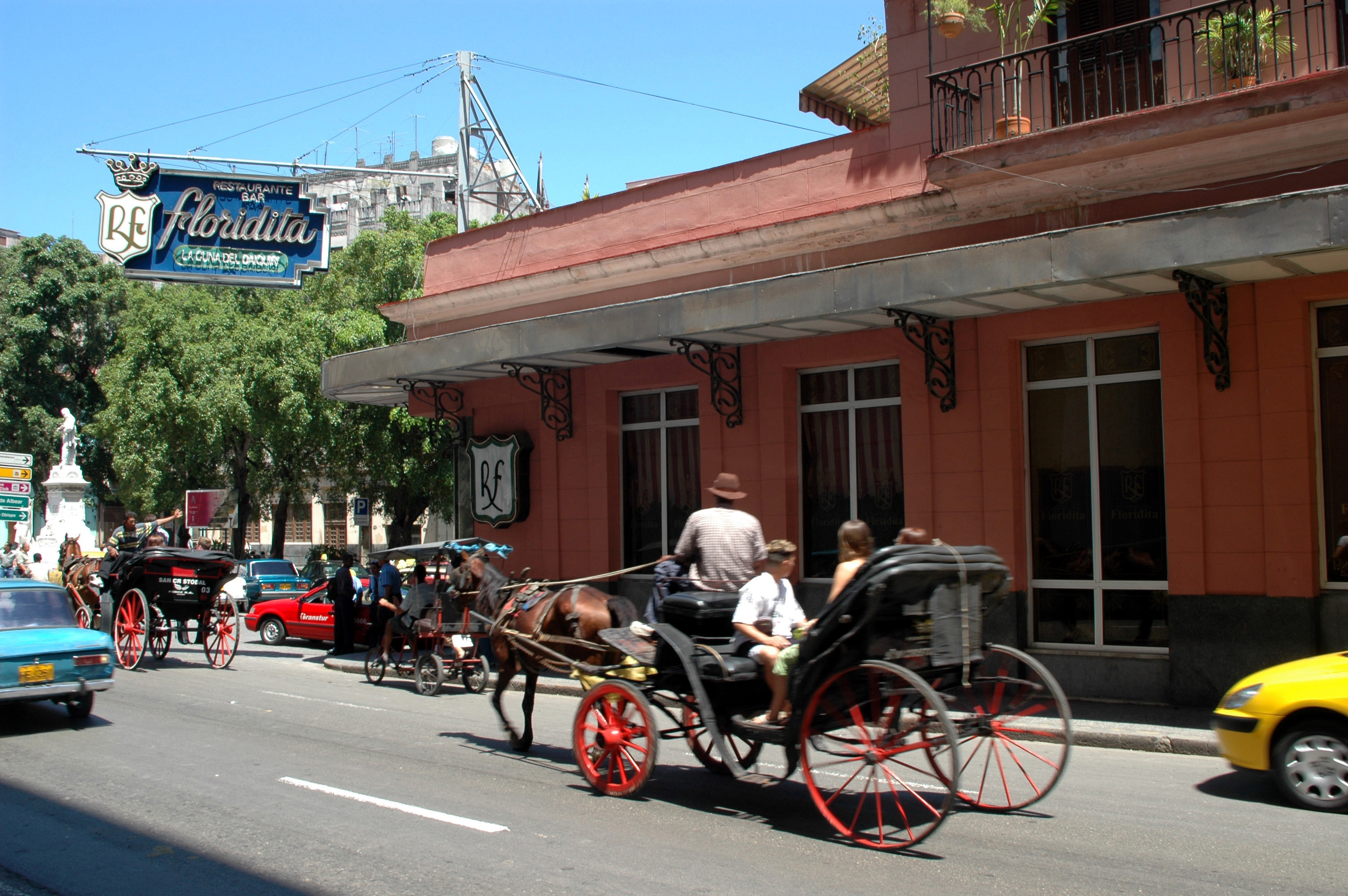
Vista exterior da entrada do El Floridita

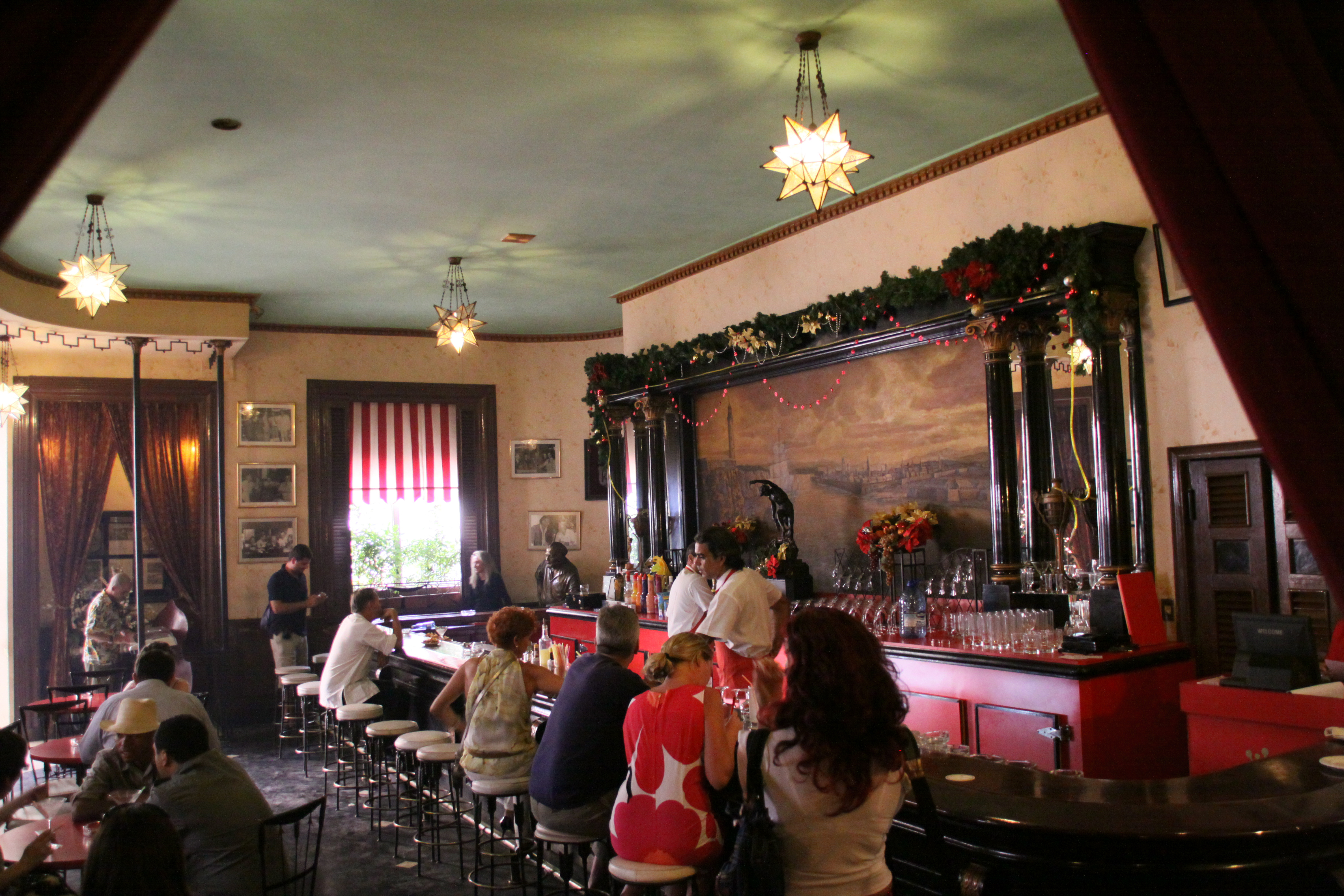
Interior do bar, com a estátua em tamanho natural de Hemingway ao fundo

El Floridita, ou simplesmente Floridita, é um bar e restaurante histórico situado no número 557 da rua Obispo, na Havana Velha, em Havana, em Cuba. Encontra-se no fim da rua, em frente do Museu Nacional de Belas Artes, que fica do outro lado da Avenida de Monserrate. Aberto em 1817, o bar é famoso pelos seus daiquiris — o slogan do Floridita é "La cuna del daiquiri" (o berço do daiquiri) — e por ter sido um dos locais de lazer favoritos de Ernest Hemingway em Havana.
O escritor norte-americano foi um cliente assíduo durante vários anos e contribuiu muito para a fama do bar com a sua frase "Mi mojito en La Bodeguita, mi daiquirí en El Floridita" ("o meu mojito na La Bodeguita, o meu daiquiri no El Floridita") escrita na parede do bar La Bodequita del Medio. Hemingway acabou por tornar-se o principal atrativo turístico para visitantes vindos de todo o mundo para conhecer o bar, a ponto de uma das grandes atrações do bar ser uma estátua em tamanho natural do escritor, colocada numa extremidade do balcão.

## História
O Floridita abriu em 1817 com o nome La Piña de Plata ("O Ananás de Prata"), no local que ainda ocupa, na esquina da Rua Obispo e da Avenida de de Monserrate. Quase 100 anos depois, um grupo numeroso de turistas norte-americanos convenceu o dono a mudar o nome para "El Florida", mas, com o tempo, tornou-se conhecido como "El Floridita" (traduzido do espanhol, "O Floridinha").

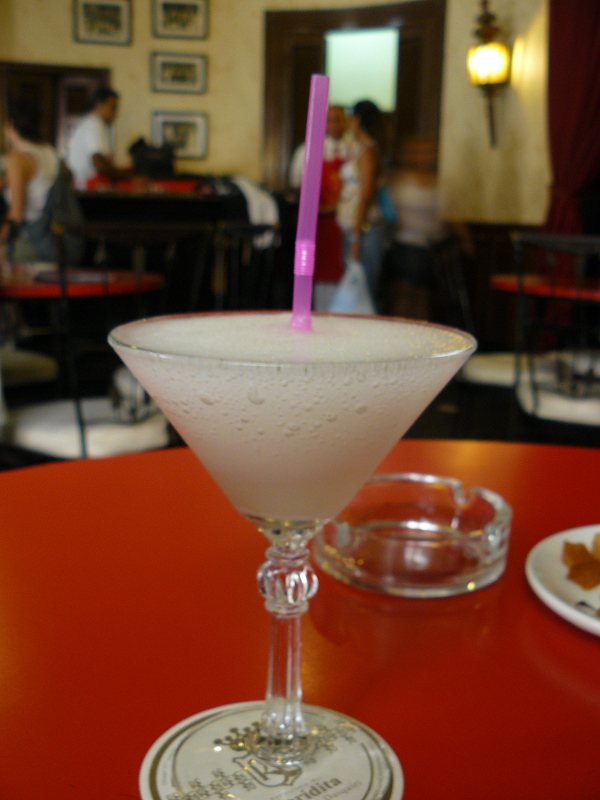
O famoso daiquiri gelado do Floridita

Em 1914, o imigrante catalão Constantino Ribalaigua Vert começou a trabalhar no bar como cantinero (empregado de mesa ou barman). Constantino, alcunhado de Constante, tornou-se dono do Floridita em 1918, e é a ele que é atribuída a invenção do daiquiri gelado, a partir do daiquiri do interior de Cuba, no início dos anos 1930, uma bebida que ficou para sempre ligada à fama do bar. O Floridita tornou-se uma escola de barmen altamente prestigiados, especializados em cocktails preparados com sumos de fruta frescos e rum, cujas tradições são, ainda hoje, preservadas pelos discípulos de Constante.
O escritor norte-americano Ernest Hemingway foi cliente frequente do bar, que fica a pouca distância do Hotel Ambos Mundos, onde Hemingway manteve um quarto alugado entre 1932 e 1939. Segundo os filhos do escritor, no início da década de 1940, Hemingway e a sua esposa "Mary" (Martha Gellhorn) continuaram a frequentar o Floridita, para onde iam de carro desde a Finca Vigía, a casa onde passaram a viver nos arredores de Havana. Atualmente, o estabelecimento conserva muitas recordações do escritor, como fotografias, um busto (instalado em 1954 no lugar onde Hemingway costumava ficar) e, desde 2003, uma estátua de bronze em tamanho natural representando Hemingway sentado ao balcão numa extremidade do bar, junto à parede, da autoria do escultor cubano José Villa Soberón.[carece de fontes?]

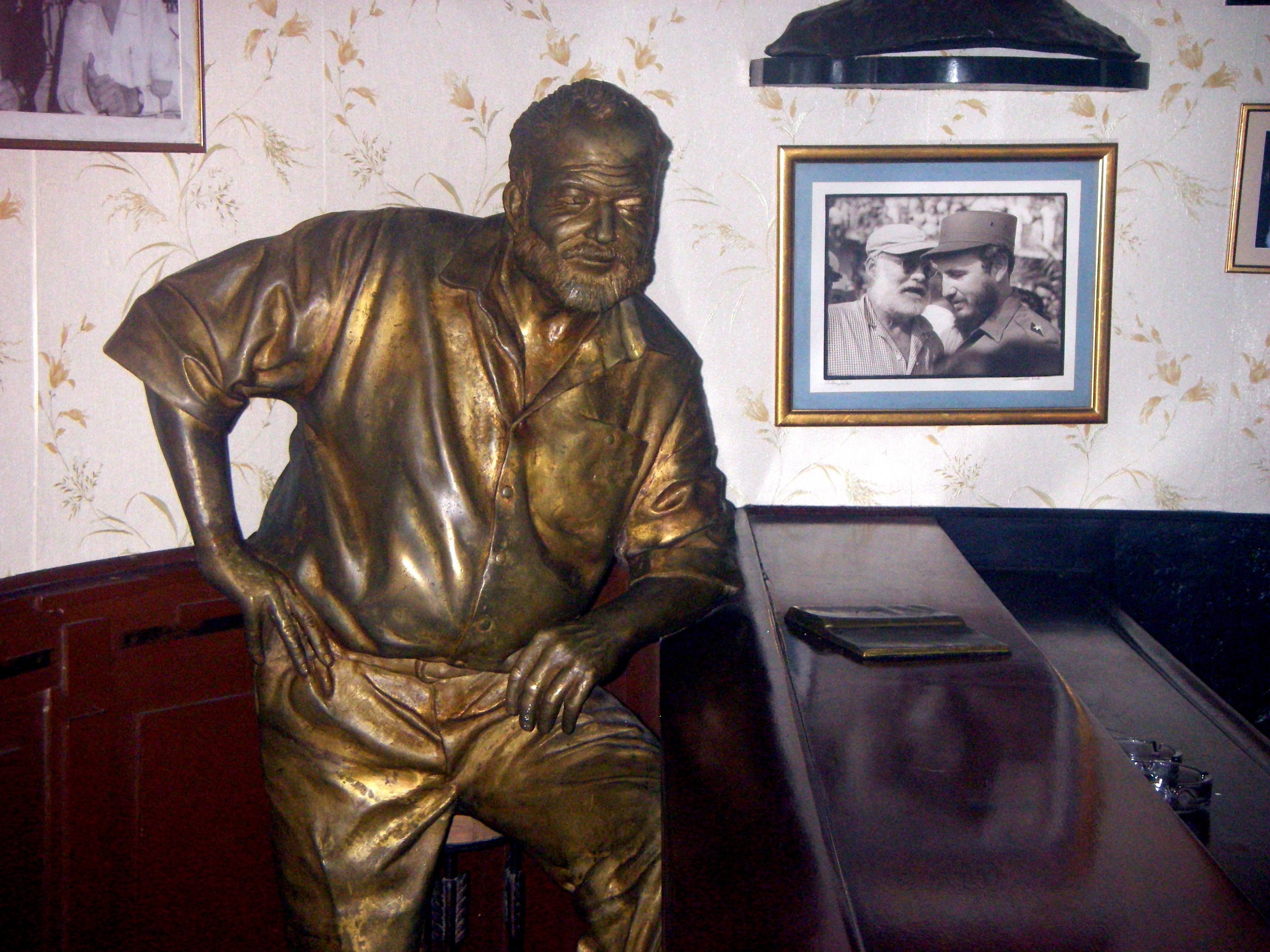
Estátua de Hemingway sentado ao balcão

Hemingway não foi o único cliente famoso do Floridita, que foi frequentado por muitas gerações de intelectuais e artistas cubanos e estrangeiros, como, por exemplo: Gary Cooper, Tennessee Williams, Marlene Dietrich, Jean-Paul Sartre, Giorgio Armani, Ornella Muti, Imanol Arias, Jean-Michel Jarre, Matt Dillon, Paco Rabanne, Ted Turner, Jane Fonda, Pierce Brosnan, Naomi Campbell, Compay Segundo, Ana Belén, Víctor Manuel, os duques de Windsor Eduardo VIII e Wallis Simpson, Gene Tunney, Carlos Lombardía, Ava Gardner, Spencer Tracy, Rocky Marciano, Joaquín Sabina, Pablo Milanés, Silvio Rodríguez, Javier Sotomayor, Kate Moss, Fito Páez, Danny Glover, Jack Nicholson, Ezra Pound, John Dos Passos e Graham Greene. Este último, o autor do romance Our Man in Havana.
Em 1953, a revista Esquire o reconheceu como um dos sete bares mais famosos do mundo. Em 1992, a Academia Estadunidense de Ciências Gastronômicas lhe concedeu o prêmio "Best of the best five star diamond" como o "rei do daiquiri" e "mais representativo restaurante especializado em mariscos e pescados".
O local ainda conserva muito do ambiente dos anos 1940 e 1950, com os casacos vermelhos dos empregados a condizer com o estilo Regency da decoração, datada da década de 1950, embora a clientela seja agora constituída sobretudo por turistas. Além dos cocktails, o estabelecimento é também conhecido pela sua comida cara, nomeadamente marisco.[carece de fontes?]
Na sala de entrada, onde se servem os famosos cocktails, geralmente ao longo do dia vão acontecendo concertos. É também frequente, com os daikiris ser servido banana frita. Para as refeições existe uma outra sala com decoração requintada.

## Ligação externa
- «Sítio oficial»